# 해양 산성화

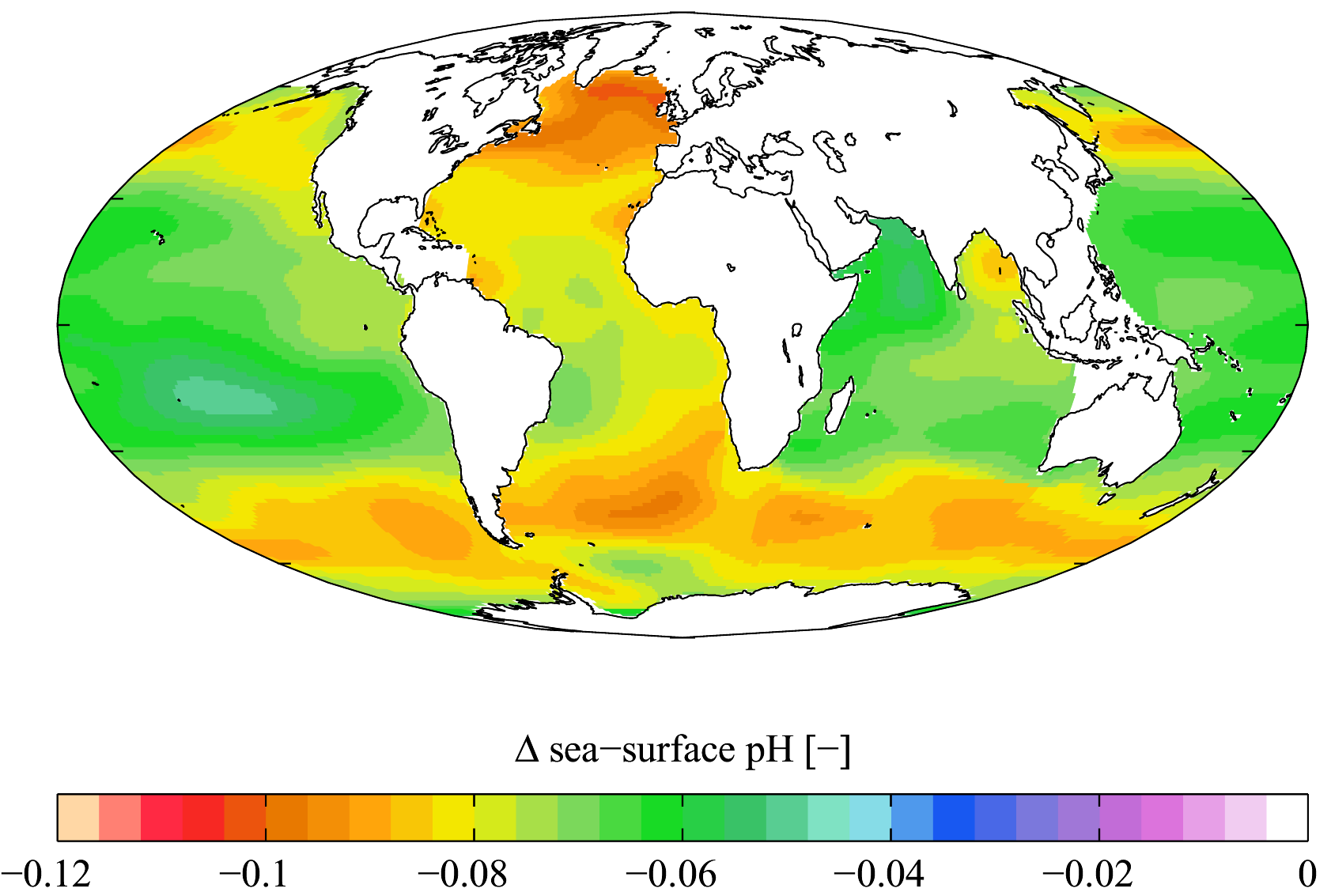

해양 산성화(영어: Ocean acidification)는 지구 해양의 pH 값의 감소에 붙여진 이름이다. 대기 중 이산화 탄소의 농도가 높아지면 바닷물에 녹는 이산화 탄소의 양도 증가하여 바닷물의 pH가 낮아진다. 1751년에서 1994년 사이에 해양 표면의 PH는 약 8.179에서 8.104로 감소하였다고 평가된다.(-0.075 변화) 이 결과 바다에서는 갯녹음 현상이 일어난다.

## 발생 이유
이산화 탄소는 동식물이 호흡하는 과정과 화석 연료가 연소하는 과정에서 계속 생성되고, 화산 분출이나 산불로도 발생한다. 산업혁명 이후 인간의 활동으로 인해 대기중 이산화 탄소의 농도가 증가하였으며, 이로 인해 지구의 평균 온도가 상승하는 등 여러 가지 문제가 발생하는 것으로 추정되는데 그 중 한 가지가 해양 산성화이다.

## 탄소 순환
우리 지역의 탄소 순환내의 이산화탄소의 대기 농도는 대양들과 지구 생물권 사이의 흐름의 균형을 나타낸다. 토지이용과 같은 인간의 활동은 화석 연료의 연소와 시멘트의 생산은 대기로 CO2의 방출을 이끌었다.
이 중 약간은 대기에 남아있다. (대기 농도의 상승에 책임이 있다.) 약간은 지구에 의해 흡수되었고 약간은 대양에 흡수되었다.
CO2가 용해할 때 그것은 물과 반응하여 용해된 이온과 비이온 화학물질인 이산화탄소, 그리고 탄산, 탄산염(carbonate), 탄산수소염(bicarbonate)의 균형을 형성한다. 이들 화합물의 비율은 해수 온도와 같은 알칼리드 인자에 의존한다.

## 산성화
해수에 CO2가 용해되면 바다의 수소 이온 농도가 상승하고, 따라서 해양 PH가 감소한다. 해양 산성화의 용어를 사용하여 이 과정을 기술한 것은 칼데이라와 위켓(2003)에 의해 도입되었다.
산업 혁명이 시작되면서 해양 표면의 PH가 0.1 단위보다 약간 작게 하락하였다. 해양이 산성화하는 중이지만 여전히 7이상으로 알칼리성이 하락하고 있다.

## 과정
바다는 대기중 이산화 탄소를 흡수한다.->바다에 녹은 이산화 탄소 때문에 바닷물의 pH가 낮아진다->pH가 낮아지면 바다에 사는 산호와 조개류 등이 탄산 칼슘으로 이루어진 골격을 만들기 어려워진다.->산호와 조개류 등의 개체 수가 감소한다.-> 해양 생태계에 전반적인 영향을 미칠 수 있다.

## 결과
대기 중 이산화 탄소의 농도가 높아지면 바닷물에 녹는 이산화 탄소의 양도 증가하여 바닷물의 pH가 낮아진다. 바닷물의 pH가 조금만 낮아져도 바다에 살고 있는 여러 가지 생물들에게 피해를 주며, 특히 탄산 칼슘으로 이루어진 골격을 가진 산호, 조개류 등에 그 피해가 크게 나타난다.

## 같이 보기
- 수질 오염